# August Hirsch (Mediziner)

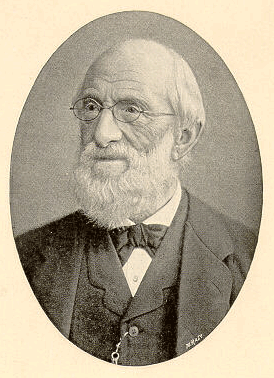
August Hirsch

August Hirsch (geboren als Aron Simon Hirsch; * 4. Oktober 1817 in Danzig; † 28. Januar 1894 in Berlin) war ein deutscher Arzt, Epidemiologe und Medizinhistoriker.

## Leben
August Hirsch war der Sohn eines Kaufmanns und begann mit 15 Jahren eine Kaufmannslehre in Berlin. Da er dazu keine Neigung hatte, besuchte er das Gymnasium in Elbing und machte dort Abitur. Ab 1839 studierte er Medizin an den Universitäten Leipzig und Berlin, wo er 1843 promoviert wurde. Danach war er zunächst Arzt in Elbing und ab 1846 in seiner Geburtsstadt Danzig. Nachdem sich seine Pläne einer Tätigkeit als Arzt in Indonesien zerschlugen, wandte er sich wissenschaftlicher Tätigkeit zu und publizierte in Virchows Archiv über Tropen- und Infektionskrankheiten und veröffentlichte schließlich sein umfangreiches, erstmals 1859 bis 1864 in Erlangen herausgegebenes Handbuch der historisch-geographischen Pathologie, das seinen Ruf begründete, insbesondere wegen seines sorgfältigen Literaturstudiums.
Im Jahr 1863 wurde er gegen den Widerstand der Medizinischen Fakultät zum Professor für Pathologie, Geschichte und Literatur der Medizin in Berlin ernannt, womit der von Justus Hecker – dem Begründer der historischen Pathologie – geschaffene Lehrstuhl nach 13-jähriger Vakanz wieder besetzt wurde. Der Berufung ging ein spektakulärer Streit in der Berliner Tagespresse voraus. Um den Ruf annehmen zu können, musste er jedoch zum Christentum konvertieren, was er 1862 in Königsberg tat.
1864 habilitierte sich Hirsch mit einer Arbeit über die Anatomie der Schule des Hippokrates. Im Auftrag der preußischen Regierung untersuchte er 1865 eine in der Provinz Westpreußen ausgebrochene Epidemie von Hirnhautentzündung und schrieb darüber eine Monographie. Mit Max von Pettenkofer gründete er 1873 die deutsche Cholera-Kommission und war deutscher Vertreter bei der Internationalen Cholerakonferenz 1874. Zur Untersuchung der Cholera bereiste er in staatlichem Auftrag Westpreußen und Posen. 1879 reiste er im Auftrag der deutschen Regierung nach Astrachan, um in Südrussland den Ausbruch der Pest im Rahmen einer von ihm geleiteten Expedition zu untersuchen, worüber er 1880 eine Monographie veröffentlichte. 1872 gründete er in Berlin die Deutsche Gesellschaft für öffentliche Gesundheitspflege. Er war bis 1885 ihr Vorsitzender und danach Ehrenmitglied. 1892 wurde Hirsch zum Mitglied der Leopoldina gewählt.

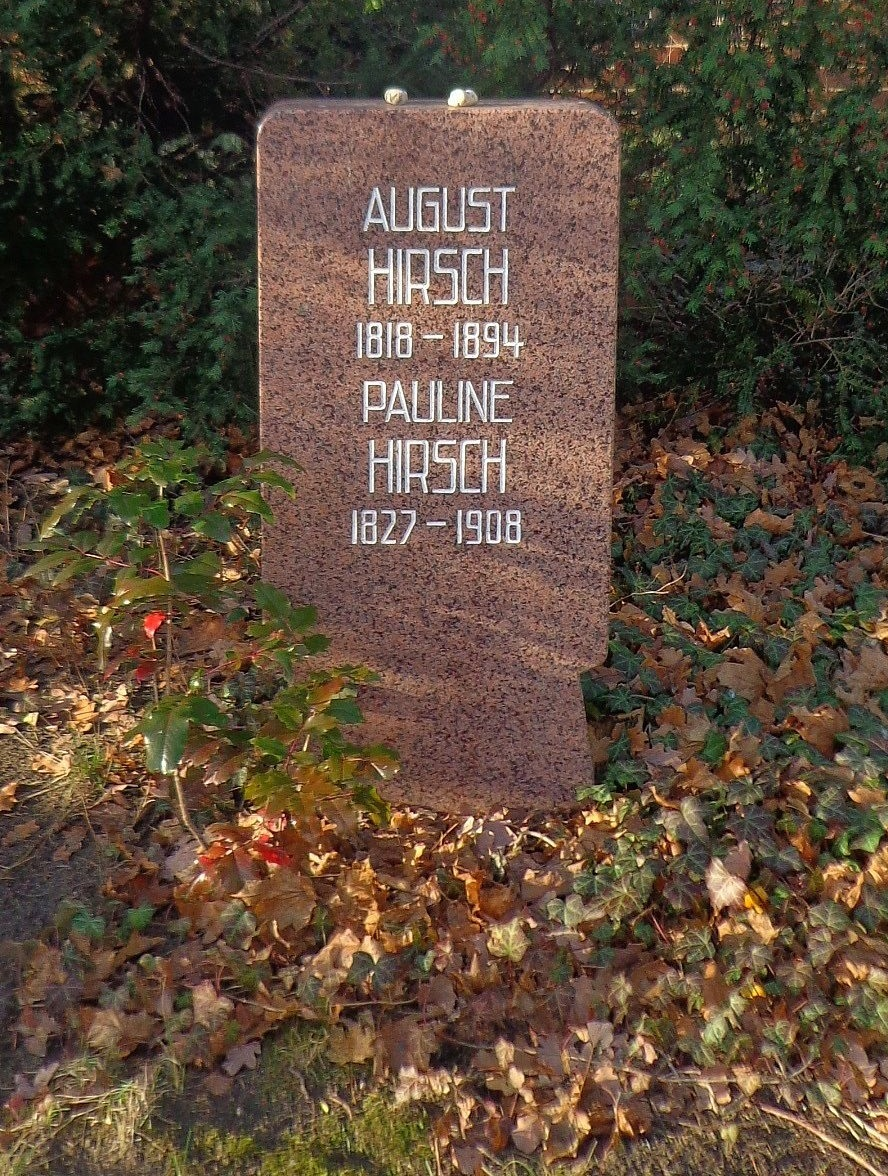
Grabstätte

Hirsch galt als namhafter Hygieniker und Medizinhistoriker seiner Zeit. Im Auftrag der Münchener Historischen Kommission verfasste er die Geschichte der medicinischen Wissenschaften in Deutschland (1893). Von bleibender Bedeutung war vor allem das von Hirsch herausgegebene Biographische Lexikon der hervorragenden Aerzte aller Zeiten und Völker (BLÄ) in sechs Bänden (1884–1888, neu aufgelegt 1929–1935, nachgedruckt 1962). Er war zudem Verfasser von Artikeln in der Allgemeinen Deutschen Biographie. 
August Hirsch war mit Pauline Friedländer (1827–1908) verheiratet, einer Schwester des Philologen Ludwig Hermann Friedländer, der auch als Taufzeuge Hirschs fungierte.
Hirsch und seine Frau wurden auf dem Zentralfriedhof Friedrichsfelde in Berlin beigesetzt. Als nahe ihrem Grab die Gedenkstätte der Sozialisten angelegt wurde, wurde das Grab in die Gräberanlage „Pergolenweg“ integriert.
Unter seiner vielen Enkelkinder sind die Kabarettistin Annemarie Hase und der Mathematiker Kurt Hirsch zu nennen. Die Malerin Sarah Haffner war seine Urenkelin.
Auch die 1914 in Berlin geborene Schauspielerin, Dramaturgin und Schriftstellerin Renate Lerbs (Renate Lienau), Ehefrau von Karl Lerbs, gehörte zu seinen Nachfahren.

## Schriften (Auswahl)
- Die Meningitis cerebro-spinalis epidemica vom historisch-geographischen und pathologisch-therapeutischen Standpunkte. Hirschwald, Berlin 1865. (Digitalisat im Internet Archive)
- Herausgabe und Bearbeitung von Justus Hecker: Die großen Volkskrankheiten des Mittelalters. Historisch-pathologische Untersuchungen. Verlag Theodor Christian Friedrich Enslin, Berlin 1865. (Digitalisat im Internet Archive)
- Über die Verhütung und Bekämpfung der Volkskrankheiten: mit specieller Beziehung auf die Cholera. Lüderitz, Berlin 1875.
- Geschichte der Augenheilkunde. Engelmann, Leipzig 1877. (Digitalisat im Internet Archive)
- Geschichte der Ophthalmologie. In: Theodor Saemisch, Alfred Graefe (Hrsg.): Handbuch der gesammten Augenheilkunde. 7 Bände und Indexband, Leipzig 1874–1877 (1880), Band VII (1877).
- Mittheilungen über die Pest-Epidemie im Winter 1878–1879 im russischen Gouvernement Astrachan. Heymann, Berlin 1880. Mit M. Sommerbrodt. (Digitalisat im Internet Archive)
- Handbuch der historisch-geographischen Pathologie, 3 Bände, Enke, Stuttgart 1881–1886.
  - Band 1: Die allgemeinen acuten Infektionskrankheiten (Digitalisat im Internet Archive)
  - Band 2: Die chronischen Infections- und Intoxications-Krankheiten, parasitäre Krankheiten, infectiöse Wundkrankheiten und chronische Ernährungs-Anomalien (Digitalisat im Internet Archive)
  - Band 3: Die Organkrankheiten (Digitalisat im Internet Archive)
- als Hrsg. mit Ernst Gurlt: Biographisches Lexikon der hervorragenden Ärzte aller Zeiten und Völker. 6 Bände. Urban & Schwarzenberg, Wien/Leipzig 1884–1888 (unveränderter Neudruck Mansfield o. J.; 2. Auflage, durchgesehen und ergänzt von Wilhelm Haberling, Franz Hübotter und Hermann Vierordt. 5 Bände und Ergänzungsband, Berlin/Wien 1929–1935; Neudruck, deklariert als „3. Auflage“, München 1962; Neudruck ebenda 1967):
  - Band 1: Aaskow bis Chavasse. 1884. (Digitalisat im Internet Archive)
  - Band 2: Chavet bis Gwinne. 1885. (Digitalisat im Internet Archive)
  - Band 3: Haab bis Lindsley. 1886. (Digitalisat im Internet Archive)
  - Band 4: Lindsley bis Revillon. 1886. (Digitalisat der Universitätsbibliothek Düsseldorf)
  - Band 5: Révolat bis Trefurt. 1887. (Digitalisat im Internet Archive)
  - Band 6: Treiber bis Zypen. 1888. (Digitalisat der Universitätsbibliothek Düsseldorf)
- Über die historische Entwickelung der öffentlichen Gesundheitspflege: Rede gehalten zur Feier des Stiftungstages der Militärärztlichen Bildungsanstalten am 2. August 1889. Hirschwald, Berlin 1889. (Digitalisat im Internet Archive)
- Geschichte der medicinischen Wissenschaften in Deutschland. In: Geschichte der Wissenschaften in Deutschland. Oldenbourg, München/Leipzig 1893. (Digitalisat im Internet Archive)